# Kim Ji-seok
Kim Bo-seok (en hangul, 김보석; hanja: 金寶石; RR: Gim Bo-seok) más conocido por su nombre artístico Kim Ji-seok (hangul: 김지석; hanja: 金知碩; RR: Gim Ji-seok), es un actor surcoreano.

## Biografía
Kim se especializó en alemán en la Universidad de Hankuk de Estudios Extranjeros.
Habiendo asistido a la escuela secundaria en Inglaterra, él es fluido en inglés y recibió la certificación para enseñar inglés y alemán en el 2006. Además, posee una maestría en Planificación de Contenidos Culturales de la Escuela de Periodismo y Comunicación de la Universidad de Kyung Hee.
Se unió al ejército para su servicio militar obligatorio el 24 de mayo de 2010 en el centro de entrenamiento de Nonsan en Chungcheong del Sur por cinco semanas de entrenamiento básico para luego servir como soldado activo en la Agencia de Medios de Defensa del Ministerio Nacional de Defensa en Yongsan-dong, Yongsan-gu, Seúl, fue dado de baja en marzo del 2012.
Es muy buen amigo de la actriz Yoo In-young (a quien conoce desde que trabajaron juntos en el 2007 en "Likeable or Not"). También es buen amigo del actor Ha Seok-jin y del cantante Park Kyung.

## Carrera
En agosto del 2019 se anunció que se había unido a la agencia "Story J Company".
El jefe de su agencia dijo que su nombre real podría confundirse con los actores veteranos Jung Bo Suk y Kim Bo Seong, por lo que recibió el nombre artístico de "Kim Ji Suk".
Kim Bo Suk debutó en el 2001 como rapero de la banda masculina LEO (리오), formada para aprovechar el éxito generado por la popular banda g.o.d., sin embargo, LEO nunca logró ser popular y se disolvió ocho meses después.
Kim empezó su carrera actoral en el 2004 con la aparición en el video musical de Kim Hyung Joong para la canción "She's Laughing", seguido de varios roles pequeños.
Durante el 2007 y 2008 participó en el drama Likeable or Not. Un año después, Kim interpretó a un miembro del equipo nacional salto de esquí de Corea en la película Take Off, que se convirtió en la segunda más taquillera del 2009.
Su popularidad incrementó aún más cuando interpretó a un inmaduro y mujeriego cazador de esclavos en el drama de época The Slave Hunters, a un amante de un transgénero masculino en la película de comedia Lady Daddy, y a un competitivo ex enamorado en el drama Personal Taste.
Su primer proyecto luego del servicio fue la película de terror Two Moons (también conocida como The Sleepless), estrenada en julio de ese año seguido del drama I Need Romance 2 estrenada en julio y Cheongdam-dong Alice estrenada en diciembre.
En 2016 se unió al elenco de la serie Another Miss Oh donde interpretó al abogado Lee Jin-sang, hasta el final de la serie.
El 9 de octubre de 2017 se unió al elenco principal de la serie 20th Century Boy and Girl donde interpretó al baquero Gong Ji-won, hasta el final de la serie el 28 de noviembre del mismo año.
El 16 de noviembre del 2018 se unió al elenco principal de la serie Top Star U-back (también conocida como "Top Star Yoo Baek") donde dio vida al actor Yoo Baek, hasta el final de la serie el 25 de enero del 2019.
El 18 de septiembre del 2019 se unió elenco principal de la serie When the Camellia Blooms donde interpretó a Kang Jong-ryul, el primer amor de Dong Baek (Gong Hyo-jin) y una estrella del béisbol que casi llegó a las grandes ligas, hasta el final de la serie el 21 de noviembre del mismo año.
El 1 de junio del 2020 se unió al elenco recurrente de la serie My Unfamiliar Family (también conocida como "(Although We Don’t Know Much) We Are A Family") donde dio vida a Park Chan-hyuk, hasta el final de la serie el 21 de julio del mismo año.
El 16 de junio de 2021 se unirá al elenco principal de la serie Monthly House donde interpretará a Yoo Ja-sung, el rico CEO de una compañía de inversiones inmobiliarias y de la revista "Monthly House".

## Filmografía

### Series de televisión
| Año         | Título                                        | Personaje                     | Canal    | Nota                            |
| ----------- | --------------------------------------------- | ----------------------------- | -------- | ------------------------------- |
| 2003        | Sang Doo! Let´s Go to School                  |                               | KBS 2TV  | Extra                           |
| 2004        | Among Agasshi and Ajumma                      | Hermano menor de Jo Mi Ryeong | MBC      |                                 |
| 2004        | Nonstop 5                                     | Kim Ji Seok                   | MBC      | Invitado                        |
| 2005        | Drama City "Summer, A Tale of Goodbye"        | Amigo de Seong Yeob           | KBS 2TV  |                                 |
| 2006        | I Want to Love                                | Ji Eun Woo                    | SBS      |                                 |
| 2006        | The Vineyard Man                              | Kim Kyung Min                 | KBS 2TV  |                                 |
| 2006        | Just Run!                                     | Bae Man Soo                   | KBS 2TV  |                                 |
| 2007        | Couple Breaking                               | Lee Jeong Jae                 | CGV      |                                 |
| 2007        | Likeable or Not                               | Kang Baek Ho                  | KBS      |                                 |
| 2008        | Chil Woo the Mighty                           | Campesino                     | KBS 2TV  | Camafeo episodio 1              |
| 2008        | Star's Lover                                  | Actor                         | SBS      | Camafeo episodio 1              |
| 2009        | Leyendas del Pueblo "Beso del Vampiro"        | Hyeon                         | KBS 2TV  | Episodio 1                      |
| 2010        | The Slave Hunters                             | Wang Son                      | KBS 2TV  |                                 |
| 2010        | Personal Taste                                | Han Chang Ryul                | MBC      |                                 |
| 2011        | Marching (1° Temp)                            | Cabo Kang Dae San             | KFN      | Drama militar                   |
| 2012        | I Need Romance 2                              | Shin Ji Hoon                  | TvN      |                                 |
| 2012        | Cheongdam-dong Alice                          | Tommy Hong                    | SBS      |                                 |
| 2013        | Wonderful Mama                                | Go Young Soo                  | SBS      |                                 |
| 2013        | Drama Especial "Came to Me and Became a Star" | Kang Suk                      | KBS 2TV  |                                 |
| 2014        | I Need Romance 3                              | Dueño del bar                 | TvN      | Camafeo episodio 3              |
| 2014        | Angel Eyes                                    | Kang Ji Woon                  | SBS      |                                 |
| 2015        | Mujeres crueles                               | Lee Doo Jin                   | KBS 2TV  |                                 |
| 2015        | Vamos, atrévete                               | Yang Tae Bum                  | KBS 2TV  |                                 |
| 2016        | Another Miss Oh                               | Lee Jin-sang                  | TvN      | 18 episodios                    |
| 2017        | Irish Uppercut                                | Woo Shi Hyung                 | Naver TV | 8 episodios                     |
| 2017        | 20th Century Boy and Girl                     | Gong Ji-won                   | MBC      | 32 episodios                    |
| 2017        | Rebel: Thief Who Stole the People Prelude     | Lee Yoong, Rey Yeonsangun     | MBC      | 1 episodio                      |
| 2017        | Rebel: Thief Who Stole the People             | Lee Yoong, Rey Yeonsangun     | MBC      | 30 episodios                    |
| 2018 - 2019 | Top Star U-back                               | Yoo Baek                      | TvN      | 11 episodios                    |
| 2019        | When the Camellia Blooms                      | Kang Jong-ryul                | KBS      |                                 |
| 2020        | My Unfamiliar Family                          | Park Chan-hyuk                | tvN      | 16 episodios                    |
| 2021        | Doom at Your Service                          | Jo Dae-han                    | tvN      | (ep. #2) - (aparición especial) |
| 2021        | Monthly House                                 | Yoo Ja-sung                   | JTBC     | [ 16 ] [ 17 ]                   |
| 2021        | Work Later, Drink Now                         | Kim Hak-soo                   | TVING    | (aparición especial)            |
| 2022        | Besos y presagios                             | Lee Pil-yo                    | Disney+  | [ 18 ] [ 19 ] [ 20 ]            |

### Películas
| Año  | Título                    | Personaje          |
| ---- | ------------------------- | ------------------ |
| 2005 | Her Name Is... DHR7       | Dong Guk           |
| 2005 | Seoul Raiders             | Gánster subalterno |
| 2005 | Love in Magic             | Yoon Woo Suk       |
| 2006 | 200 Pounds Beauty         | camafeo            |
| 2008 | What Happened Last Night? | Camafeo            |
| 2008 | Eye for an Eye            | Song Yoo Gon       |
| 2009 | Take Off                  | Kang Chil Gu       |
| 2010 | Lady Daddy                | Jun Seok           |
| 2012 | The Sleepless             | Seok Ho            |
| 2013 | My Paparotti              | Camafeo            |

### Programa de Variedades
| Año             | Título                                         | Canal        | Nota                                 |
| --------------- | ---------------------------------------------- | ------------ | ------------------------------------ |
| 2005            | X-Man                                          | SBS          | invitado episodio 88-91              |
| 2006            | Love Letter                                    | SBS          |                                      |
| 2008            | Interview Game                                 | SBS          | Presentador                          |
| 2009            | Come to Play                                   | MBC          | Invitado episodio 254                |
| 2010 - 2012     | Work Pluss Success                             | KFN          |                                      |
| 2012            | Strong Heart                                   | SBS          | Invitado episodio 126                |
| 2013            | Hwasin - Controller of the Heart               | SBS          | Invitado episodio 15                 |
| 2014            | Running Man                                    | SBS          | Invitado episodio 190                |
| 2014            | Celebrity Living in My House                   | MBC          | Invitado episodio 3                  |
| 2016            | Celebrity Bromance                             | Naver TVCast | Elenco - junto a Park Kyung          |
| 2019            | Running Man                                    | SBS          | Invitado - episodio 446-447          |
| 2015 - presente | Hot Brain: Problematic Men (The Brainiacs)     | tvN          | Elenco regular                       |
| 2020            | Shall We Write Love? The Romance (The Romance) | JTBC         | miembro                              |
| 2020            | Knowing Brothers (Ask Us Anything)             | JTBC         | invitado                             |
| 2021            | I Live Alone                                   | MBC          | (ep. #399) - invitado                |
| 2021            | Double Trouble                                 |              | copresentador - junto a Jang Do-yeon |

### Eventos
| Año  | Título                                   | Notas                                          |
| ---- | ---------------------------------------- | ---------------------------------------------- |
| 2021 | 57th Baeksang Arts Awards                | presentador de categoría - junto a Jung So-min |
| 2020 | 2020 Mnet Asian Music Awards (2020 MAMA) | presentador de categoría                       |

### Apariciones en videos musicales
- 2004: "She's Laughing" de Kim Hyung Joong

## Premios y nominaciones
| Año  | Premio                            | Categoría                                     | Nominación                        | Resultado |
| ---- | --------------------------------- | --------------------------------------------- | --------------------------------- | --------- |
| 2007 | KBS Drama Awards                  | Mejor Nuevo Actor                             | Likeable or Not                   | Ganador   |
| 2007 | KBS Drama Awards                  | Premio a la Excelencia: Actor en Drama diario | Likeable or Not                   | Nominado  |
| 2008 | 44.ª Baeksang Arts Awards         | Mejor Nuevo Actor (TV)                        | Likeable or Not                   | Nominado  |
| 2009 | 17.ª Chunsa Film Art Award        | Mejor actuación en conjunto                   | Take Off                          | Ganador   |
| 2009 | 32.ª Golden Cinematography Awards | Mejor Nuevo Actor                             | Take Off                          | Ganador   |
| 2009 | 30.ª Blue Dragon Film Awards      | Mejor Nuevo Actor                             | Take Off                          | Nominado  |
| 2009 | KBS Drama Awards                  | Mejor Actor en un Acto Drama/Especial         | Beso del Vampiro                  | Nominado  |
| 2013 | SBS Drama Awards                  | Premio a la Excelencia: Actor de Miniseries   | Cheongdam-dong Alice              | Nominado  |
| 2014 | SBS Drama Awards                  | Premio Especial: Actor en Drama Especial      | Angel Eyes                        | Nominado  |
| 2017 | MBC Drama Awards                  | Top Excellence Actor                          | 20th Century Boy and Girl         | Ganador   |
| 2017 | 1st The Seoul Award               | Best Supporting Actor                         | Rebel: Thief Who Stole the People | Nominado  |
| 2017 | 10th Korea Drama Award            | Top Excellence Award, Actor                   | Rebel: Thief Who Stole the People | Ganador   |
| 2019 | KBS Drama Award                   | Excellence Award for Mid-Length Drama (Male)  | When the Camellia Blooms          | Ganador   |